# Batraja
Batraja ist eine Ortschaft im Departamento Pando im Tiefland des südamerikanischen Anden-Staates Bolivien.

## Lage im Nahraum
Batraja ist drittgrößte Ortschaft des Municipio Puerto Rico in der Provinz Manuripi. Der Ort liegt auf einer Höhe von 177 m zwanzig Kilometer nördlich des Río Madre de Dios, der sich weiter flussabwärts bei Riberalta mit dem Río Beni vereinigt. Nächstgelegene Ortschaft ist Conquista siebzehn Kilometer östlich von Batraja.

## Geographie
Die Ortschaft Batraja liegt im bolivianischen Teil des Amazonasbeckens im nördlichen Teil des Landes, etwa einhundert Kilometer Luftlinie südlich der Grenze zu Brasilien.
Die mittlere Durchschnittstemperatur der Region liegt bei 27 °C und schwankt nur unwesentlich zwischen gut 25 °C im Juni/Juli und 28 °C von September bis November (siehe Klimadiagramm Sena). Der Jahresniederschlag beträgt etwa 1.750 mm, bei einer ausgeprägten Trockenzeit von Juni bis August mit Monatsniederschlägen unter 35 mm, und einer Feuchtezeit von Dezember bis März mit Monatsniederschlägen von mehr als 200 mm.

## Verkehrsnetz
Batraja liegt in einer Entfernung von 205 Straßenkilometern südöstlich von Cobija, der Hauptstadt des Departamentos.
Von Cobija aus führt die 370 Kilometer lange Nationalstraße Ruta 13 nach Osten über Porvenir nach Puerto Rico, wo sie den Río Orthon überquert, und weiter über Batraja nach Conquista. Knapp dreißig Kilometer hinter Conquista überquert sie den Río Madre de Dios und führt über El Sena weiter nach El Triangulo (El Choro). In El Choro trifft die Ruta 13 auf die Ruta 8, die von Guayaramerín und Riberalta im Norden nach Reyes, Rurrenabaque und Yucumo im zentralen bolivianischen Tiefland führt. 

## Bevölkerung
Die Einwohnerzahl der Ortschaft ist im vergangenen Jahrzehnt um etwa zwei Drittel angestiegen:
| Jahr | Einwohner   | Quelle       |
| ---- | ----------- | ------------ |
| 1992 | keine Daten | Volkszählung |
| 2001 | 169         | Volkszählung |
| 2013 | 264         | Volkszählung |
| 2024 |             | Volkszählung |